# Lombardo (famiglia messinese)
Lombardo, o Lumbardo, è il cognome di una famiglia di musicisti attiva principalmente a Messina, tra la seconda metà del XVI e la prima del XVII secolo.

## Storia
Antica e nobile famiglia italiana, secondoché riferiscono Mugnos ed Inveges; il primo la vuole originaria di Lombardia, e cita per ceppo di essa in Sicilia un Nicolò Lombardo consigliere della regina Maria e del re Martino, essendo stato pretore della città di Palermo nel1403, qual carica tenne anche il di lui figlio Andrea nel 1413. Il secondo, cioè Inveges la vuole oriunda pisana , venuta in Palermo , appoggiandosi ad un'iscrizione d'un tumulo marmoreo di Battista Lombardo nella cappella dei Tre Re nel 1495. 
Il primo membro dei Lombardo noto è Bartolomeo, figlio di Giuseppe, nato presumibilmente a Messina nella prima metà del Cinquecento, di cui si hanno poche informazioni biografiche, in particolare sulla sua formazione. 
Bartolomeo fu autore di diverse composizioni. Le prime in ordine cronologico non sono arrivate integre fino a noi: "Il primo libro di mottetti a 5 voci", pubblicato nel 1571 a Venezia, e "Il primo libro di madrigali a 5 e 6 voci", intitolato "Trionfo della victoria navale e la Santa Lega". L'unica opera conservata è "Il secondo libro di mottetti a 5 voci" pubblicata a Venezia nel 1578. 
Il figlio di Bartolomeo, Gerolamo, sostituerà nel 1595 il padre come maestro di cappella del duomo di Messina. 
Si ritiene che appartenne a questa famiglia anche il musicista Giovanni Battista Lombardo, nato a Messina nel 1565 circa ma attivo a Roma. Giovanni Battista fu maestro di cappella nella chiesa di Santa Maria Annunziata del Gonfalone di Roma, e del Venerabile Collegio Inglese nel biennio 1587-1588. Ci ha lasciati almeno un'opera dal titolo Canticorum beatae Mariae Virginis liber primus, quatuor vocibus, pubblicata a Roma nel 1587 e conservatasi parzialmente.

## Stemma
Vajo minuto d’oro, e di rosso di sette file. Corona di barone.